# الإجهاض في الأرجنتين

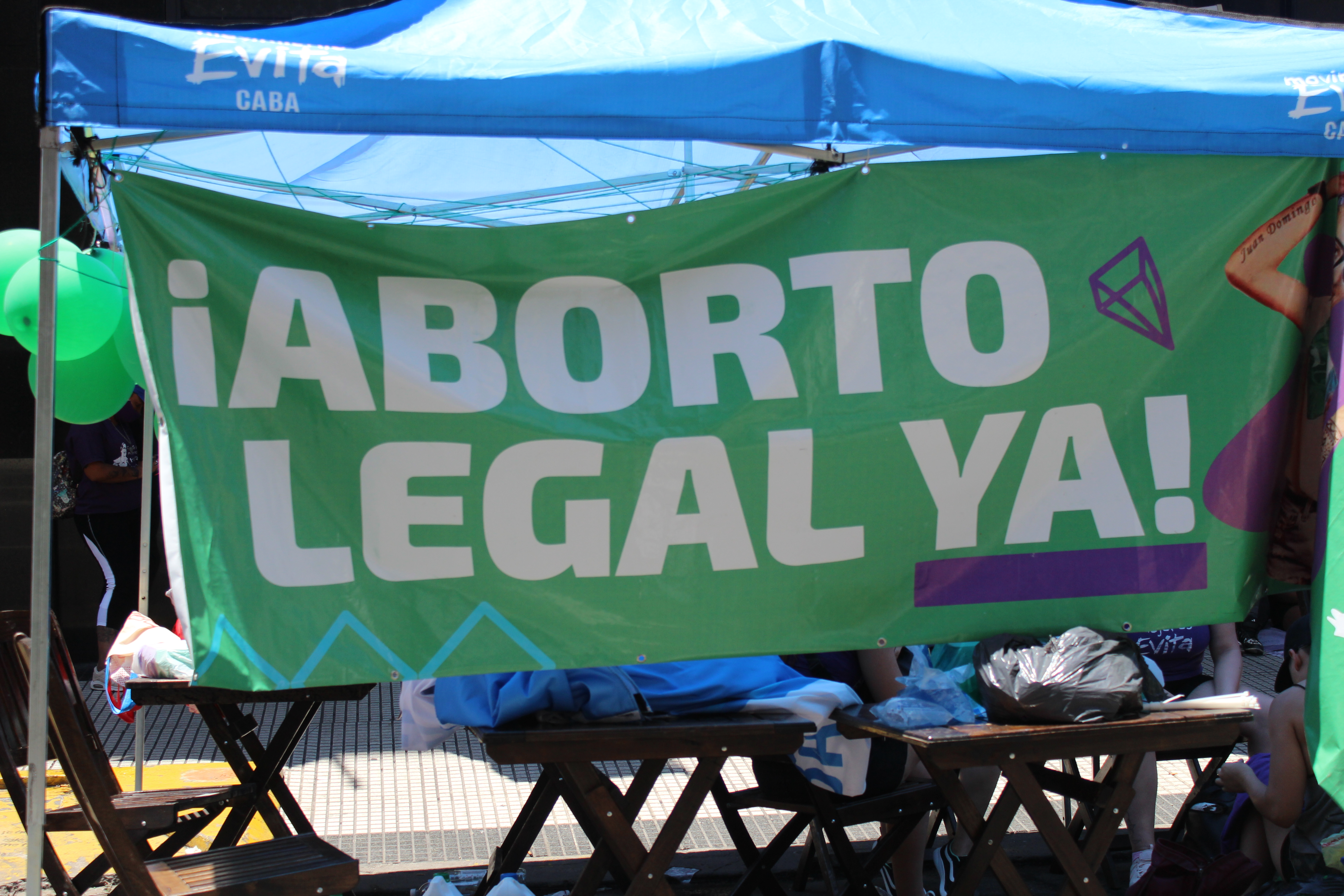

الإجهاض في الأرجنتين جريمة بحق الحياة والشخص في حال كان متعمدًا، وقد يُعاقب بالسجن لمدة تتراوح بين سنة وخمس عشرة سنة أي شخص يتعمد الإجهاض. وتُفرض عقوبة مماثلة على الأطباء والجراحين والقابلات والصيادلة ممن يحثون على إجراء الإجهاض أو يتعاونون معه، بالإضافة إلى تجريدهم من أهليتهم  لضعف مدة عقوبتهم. وتواجه أي امرأة تتعمد الإجهاض أو توافق على أن يجريه شخص آخر لها عقوبة السجن لمدة تتراوح بين سنة وأربع سنوات.
ومع ذلك، يمكن أن يجري طبيب مرخص الإجهاض بصورة قانونية في الحالات التالية:
1. إجراء الإجهاض لتجنب خطر على حياة الأم أو صحتها ولا يمكن تفادي هذا الخطر بوسائل أخرى.
2. الحمل الناتج عن الاغتصاب أو شروع ضد نقاء امرأة مستضعفة الفكر أو فاقدة للعقل.

صدر آخر تقرير رسمي والوحيد حول عدد حالات الإجهاض في عام 2005، ووفقًا لهذا التقرير فإن عدد حالات الإجهاض القانونية وغير القانونية في الأرجنتين يتراوح بين 370 ألف و520 ألف حالة إجهاض سنويًا. لا تُسجل العديد من محاولات الإجهاض الفاشلة والوفيات الناجمة عن تلك المحاولات و/أو لا تُبلغ السلطات بها. إن إنفاذ تشريعات مكافحة الإجهاض أمر متغير ومعقد، وهناك منظمات غير حكومية متعددة توفر للمرأة المساعدة في الحصول على العقاقير التي يمكن أن توقف الحمل، فضلًا عن الأطباء الذين يؤدون هذا الإجراء علانية. في عام 2018، وبعد عدة أعوام من ممارسة الضغوط، اقترح أعضاء الكونغرس من جميع الأحزاب مناقشة مسألة إضفاء الشرعية على الإجهاض وتوفيره مجانًا في العيادات الحكومية، وهي مناقشة من المقرر أن تُجرى في عام 2018. صرح الرئيس ماوريسيو ماكري أنه رغم معارضته للإجهاض، فإنه لن يحظر قرارًا من الكونغرس بشأن هذه المسألة، وسوف تُناقش إلى جانب إجراءات أخرى لمعالجة اللامساواة بين الجنسين. وفي عام 2018، اتخذت المسألة صفة برلمانية بعد الحصول على إذن بتناول قانون التشريع في الكونغرس الوطني. في 14 يونيو 2018، وافق المجلس النيابي مبدئيًا على القانون بعدد أصوات بلغ 129 صوتاً مقابل 125 وامتناع عضو واحد عن التصويت. ورفض مجلس الشيوخ القانون بنسبة 38 مقابل 31. تلقت الحركة المناهضة للإجهاض والكنيسة الكاثوليكية تلك النتيجة واعتبرتها انتصارًا كبيرًا. ولكن في ديسمبر 2019، أصدرت الحكومة الأرجنتينية المنتخبة حديثًا بروتوكولًا يوسع قدرة الوصول إلى الإجهاض في حالة الاغتصاب.

## النقاش القانوني والسياسي
لا يضع دستور الأرجنتين أحكامًا محددة للإجهاض، إلا أن إصلاح عام 1994 أضاف صفة دستورية لعدد من المواثيق الدولية، مثل الاتفاقية الأمريكية لحقوق الإنسان، والتي تنص على الحق في الحياة «بصفة عامة، منذ لحظة الحمل». ويبقى تأويل عبارة «بصفة عامة» في بعض حالات الإجهاض موضع نقاش.
في عام 1998، بعد زيارته للفاتيكان ومقابلته البابا يوحنا بولس الثاني، أقر الرئيس كارلوس منعم مرسومًا أعلن فيه يوم 25 مارس يوم الجنين. يُنسب التاريخ  لليوم الكاثوليكي المقدس للبشارة (وهو تصور مريم العذراء، للسيد المسيح يسوع، ابن الله، في رحمها). أيدت حكومة منعم الكرسي الرسولي في رفضه التام للإجهاض وتحديد النسل. صرح الرئيس بأن «الدفاع عن الحياة» هو «أولوية سياسة الأرجنتين الخارجية» خلال الاحتفال الأول بالعيد الجديد في عام 1999.
لم يتحدث الرئيس فرناندو دي لاروا (1999-2001) بصراحة حول معتقداته الكاثوليكية وتأثيرها على السياسات الحكومية، إلا أنه بقي متمسكًا بتلك المعتقدات.
أعلن الرئيس نيستور كيرشنير (المنتخب في عام 2003) عن اعتناقه للمذهب الكاثوليكي ولكنه اعتُبر أكثر تقدمًا من أسلافه. وفي عام 2005، صرح وزير الصحة جينيس غونزاليس غارسيا علنًا عن دعمه لإباحة الإجهاض. لم يؤيد كيرشنير رأي غونزاليس غارسيا علنًا ولم ينتقده أيضًا. وأكد في مقابلة خاصة فيما بعد على عدم تغيير قانون الإجهاض خلال فترة ولايته. وعلى أية حال، سرعان ما حولت انتقادات الكنيسة الكاثوليكية الحادة الاهتمام إلى «حرب لفظية» بين السلطة الدينية والحكومة الوطنية.
أثارت كارمن أرغيباي، أول امرأة تعينها الحكومة الديمقراطية في المحكمة العليا للأرجنتين، جدلًا واسعًا عندما أقرت بدعمها لحقوق الإجهاض. وأبدت المنظمات المناهضة للإجهاض، بقيادة الكنيسة الكاثوليكية، معارضتها لتعيين موعد لهذه القضية.
في مايو من عام 2006، أعلنت الحكومة عن مشروع لإصلاح قانون الجرائم والعقوبات، والذي ينطوي على إلغاء تجريم الإجهاض. وقامت لجنة بدراسة حول تلك القضية وأعدت مشروعًا اعتزمت تقديمه للكونغرس. ووقع وزير السياسات الجنائية والشؤون الإصلاحية، أليخاندرو سلوكار على ذلك المشروع. في 28 مايو 2007، قدمت مجموعة مكونة من 250 منظمة غير حكومية (وتؤلف الحملة الوطنية للإجهاض القانوني والآمن والحر) مشروع قانون تشريعي إلى مجلس النواب الأرجنتيني يوفر إمكانية الإجهاض دون قيود عند الرغبة بذلك حتى الأسبوع الثاني عشر من الحمل، والسماح للنساء بالإجهاض بعد ذلك الوقت في حالات الاغتصاب والتشوهات الجنينية الخطيرة ووجود خطر عقلي أو بدني على المرأة.
في مارس من عام 2012، حكمت المحكمة العليا بقانونية الإجهاض في حالة الاغتصاب أو تهديد حياة المرأة وأن الإقرار باغتصاب المرأة يكفي للسماح بالإجهاض القانوني. وحكمت بوجوب وضع الحكومات المحلية لبروتوكولات تتعلق بطلب ومعالجة حالات الإجهاض القانوني في حالة الاغتصاب أو تهديد الأرواح.

## مشروع قانون عام 2018
في أوائل عام 2018، وبعد سنوات من الضغط الذي مارسته جماعات مختلفة، بدأ الكونغرس الأرجنتيني العمل على مسودة مشروع لإباحة الإجهاض وربما توفيره مجانًا في جميع العيادات الوطنية. بقيت الآراء منقسمة، مع اختلاف وجهات النظر في جميع الأحزاب (بدأ المشروع الأولي مع 71 توقيعًا من أعضاء الكونغرس من جميع الأحزاب). شجع الرئيس ماوريسيو ماكري مناقشة قانون الإجهاض خلال افتتاح الدورات العادية للمؤتمر الوطني للأرجنتين في عام 2018. وذكر أنه لن يعترض على إضفاء الشرعية في حال وافق الكونغرس على ذلك واقترح مناقشة السياسة إلى جانب القوانين الأخرى الرامية إلى تحقيق المساواة بين الجنسين (تمديد إجازة الأبوين وغير ذلك). في 14 يونيو 2018، وافق مجلس النواب بشكل أولي على القانون بأصوات بلغت 129 صوتًا مقابل 125 وامتناع عضو واحد عن التصويت.
قسّم الاقتراح مشروعي كامبيموس والحزب العدلي. ولكن في 9 أغسطس 2018، رفض مجلس الشيوخ مشروع القانون بأغلبية 31 موافقًا و38 معارضًا، وامتناع اثنين عن التصويت.

## بروتوكولات الإجهاض
في أغلب الأحيان، لا يكون من المناسب (أو على الإطلاق) أن يبلغ الأطباء المعالجين النساء اللاتي ربما طالبن بإجراء الإجهاض بموجب الأحكام القانونية في قانون العقوبات بهذه الإمكانية، أو يتعرضن لحالات تأخير طويل في حال طلب الإجهاض القانوني. وغالبا ما يطالب الأطباء، بسبب عدم معرفتهم بالقانون وخشيتهم من العقاب، بأن تحصل المريضة أو أسرتها على ترخيص قضائي قبل إنهاء الحمل، الأمر الذي قد يؤدي أحيانًا إلى تمديد فترة الانتظار إلى ما بعد الوقت الذي يستحسن فيه إجهاض الحمل.
في مارس من عام 2007، أصدرت الهيئات الصحية في محافظة بوينس آيرس بروتوكولًا يتطرق إلى توفير إجراءات الإجهاض القانونية دون تأخير أو الحاجة إلى الحصول على ترخيص قضائي. وكان التغيير الرئيسي المتعلق بالعلاجات السابقة للإجهاض هو الإقرار الصريح بأن أي حالة اغتصاب قد تمثل تهديدًا على صحة الضحية النفسية، الأمر الذي يبرر طلب الإجهاض.